# Michael Sailstorfer
Michael Sailstorfer (Vilsbiburg, 12 de enero de 1979) es un artista alemán.

## Biografía
- 1999–2005 : Academia de Bellas Artes de Múnich, entre otros, con el profesor Olaf Metzel.
- 2003–2004 : MA Fine Arts, Goldsmiths College, Londres.
- 2005 : Villa Aurora Residency, Los Ángeles.
- 2006 : International Studio Program, Office for Contemporary Art Norway, Oslo.

Representado por la Galería Perrotin, vive en Berlín.

## Obra

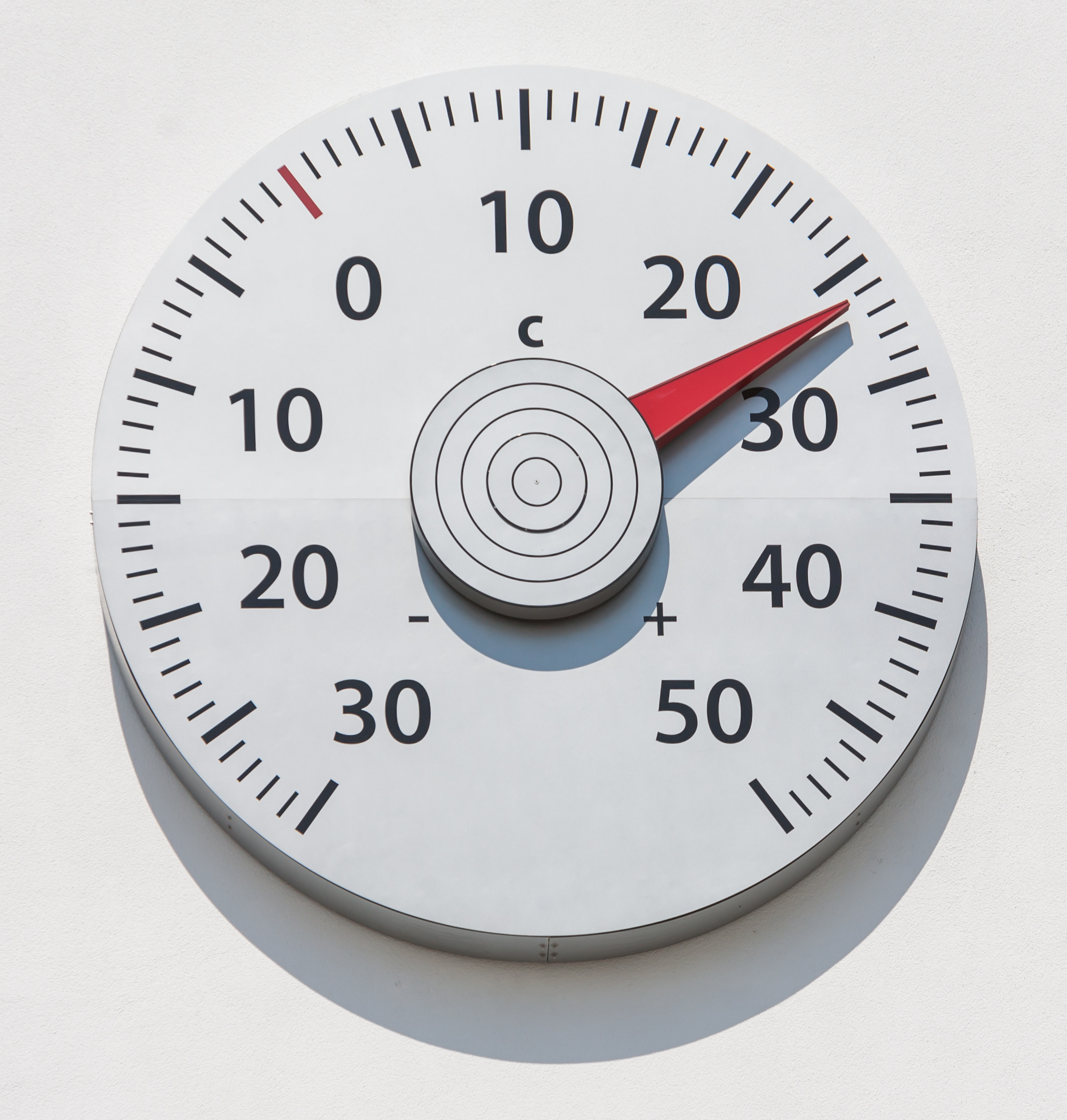
Außenthermometer (2012)

Partidario de un método liberador o catártico, la obra de Michael Sailstorfer se adhiere a una corriente estética activa, casi ofensiva con el espectador: “La obra debe realizarse sin ningún compromiso, ninguna superestructura teórica, y debe conservar su carácter directo y sencillo". De esta convicción nacen creaciones ancladas en el presente, evocando la realización de un deseo, algo que se interpone entre lo íntimo y lo universal. El artista parte de cierta euforia primigenia, que a veces cae en la tragedia, a pesar de que la idea original fuera más pragmática, y al mismo tiempo absurda, como lo evidencia por ejemplo Sternstuppe (2002).
Sailstorfer se dedica actualmente a un "estudio de personajes" de la escultura. Se pregunta sobre los límites de esta noción, sobre la creación por eliminación de materia. Llega así a ir más allá de los límites de la escultura clásica relacionada con el cuerpo humano para plantear la cuestión de la expansión en el espacio. Los olores, los ruidos y la luz le aparecen como materiales favorables que, por su capacidad de desplegarse en tres dimensiones, responden indiscutiblemente a los criterios de la escultura. Y eso no se puede ignorar, por su carácter invasivo ... También le permiten dar una presencia imponente a obras pequeñas como Zeit ist keine Autobahn (2006), compuesta por una rueda de coche y un motor eléctrico.
Eveline Bernasconi et al., Made in Germany, Kestner Gesellschaft, Sprengel Museum Hannover, 2007.

## Exposiciones
Principales exposiciones personales
- 2012 : FRAC Haute-Normandie, Sotteville-lès-Rouen
- 2010 : Kestnergesellschaft, Hanovre - Fortes Vilaça, São Paulo
- 2009 : Ps1/MoMA, New York - No Light, Galerie Emmanuel Perrotin, Paris - Zero..., Milan
- 2008 : Johann König, Berlin - 10,000 Steine, Schirn Kunsthalle, Francfort-sur-le-Main - Mollstr. Galeri K, Oslo - Weytterturm Straubing, Straubing
- 2007 : Wand über Kopf, Sorry we’re closed, Rodolphe Janssen Project Space, Bruxelles - U6, 14 Grad 34, 790N / 60 Grad 50, 969W, Kasseler Kunstvereinsheim, Cassel - U1-U13, Galleria Zero, Milan
- 2006 : Michael Sailstorfer, Johann König, Berlin
- 2005 : Michael Sailstorfer – Skulptur, Ursula Blickle Stiftung, Kraichtal - Hoher Besuch, MARTa Herford, Herford - Der Schein trügt, Jack Hanley Gallery, Los Ángeles - Zeit ist keine Autobahn, Galleria Zero, Milan
- 2004 : Dämmerung,Aattitudes - espace d'art contemporain, Genève
- 2003 : Und sie bewegt sich doch!, Städtische Galerie im Lenbachhaus, Munich

Principales exposiciones colectivas
- 2011
  - So Implicit, œuvre exposée : "Sonar", Fondation Joan Miro, Barcelone
- 2010
  - Passanten ’10 Pods, City Centre, Tilburg
  - The New Decor, Hayward Gallery, Londres ; Garage, Moscou
  - As soon as Possible, CCCS – Strozzina, Florence
  - Totem and Taboo, Oratorio Basilica St. Ambrogio, Milan
  - Silent revolution, K21, Ständehaus, Düsseldorf
- 2009
  - Berlin meets Vienna, Salon Österreich, Vienne
  - Circus Hein, FRAC Orléans et Atelier Calder, Saché
  - Variation time, Galerie der Künstler, BBK München und Oberbayern e.V., Munich
  - The Secret Live of Objects, Midway Contemporary Art, Minneapolis
  - Can birds fly?, Galerie Parisa Kind, Francfort-sur-le-Main
  - Spacioux, Lambretto Art Project, Milan
  - Romantische Maschinen - Kinetische Kunst der Gegenwart, Georg Kolbe Museum, Berlin
  - The Quick and the Dead, Walker Art Center, Minneapolis, Minnesota, USA
  - 2. Bienal del Fin del Mundo, Centro Cultural Banco do Brasil, Rio de Janeiro
  - Short Circuits, Peter Blum Chelsea, New York
- 2008
  - Younivers, Bienal de Arte Contemporáneo de Sevilla, biacs3, Séville (ES)
  - Leftovers, Mariano Pichler Collection, Berlin
  - In Parallel Worlds, Institut d'art contemporain, Villeurbanne
  - L'Art en Europe, Domaine Pommery, Reims
  - There is No Story to Tell, Tang Contemporary, Peking
  - God is Design, Galpão Fortes Vilaça, São Paulo, Brésil
  - Merkwürdige Maschinen, Phaenomenale 2008, Kunstverein Wolfsburg
- 2007
  - Erasing the edge, Uovo/Miami, Lidia Building, Miami Design District. A project by Uovo Magazine, curated by Micaela Giovannotti
  - Michael Sailstorfer, Nathan Hylden, Grieder Contemporary, Zürich
  - Perspektive 07, Lenbachhaus, Munich
  - My sweet sixteen Party, Gallery Rodolphe Janssen, Bruxelles
  - Neue Heimat, Berlinsche Galerie, Berlin
  - Made in Germany, kestnergesellschaft, Kunstverein, Sprengel Museum, Hanovre
  - Bodycheck, 10. Triennale für Kleinplastik, Fellbach (curated by Matthias Winzen)
  - Kasseler Kunstvereinsheim, Kunstverein, Cassel
  - Absent without Leave, Victoria Miro Gallery, Londres
  - Förderpreis Schering Stiftung Neue Heimat, Berlinsche Galerie, Berlin
  - My private escaped from Italy, Centre international d’art, Île de Vassivière
  - Moscow Biennale, Moscou
- 2006
  - ars viva 06/07
  - Momentum 2006, Nordic Art Festival, Moss
  - Villa Holiday Warsaw, Galerie Raster, Varsovie
  - On The Move, Westfälischer Kunstverein, Münster
  - YBA – Young Bavarian Artists, Gagosian Gallery, Berlin
  - Inaugural Exhibition, Johann König, Berlin
- 2005	
  - Lichtkunst aus Kunstlicht, ZKM, Karlsruhe
  - Talk to the Land, Andrew Kreps Gallery, New York
  - Yokohama Triennale 2005, Yokohama (curated by Taro Amano, Takashi Serizawa, Shingo Yamano)
  - Rückkehr ins All, Kunsthalle, Hambourg
  - LIGHT LAB. Alltägliche Kurzschlüsse, Museion, Bolzano
  - Things Fall Apart All Over Again, Artists Space, New York
  - FAVORITEN - Neue Kunst in München, Städtische Galerie im Lenbachhaus, Munich
  - Light Sculpture - Scultura Leggera, 503 mulino, Vicence
  - We Disagree, Andrew Kreps Gallery, New York
  - Window Cleaning Days Are Over, The Empire, Londres
- 2004
  - Manifesta 5, San Sebastián 2004, International Foundation, Ámsterdam
  - On Reason and Emotion, Sydney Biennale, Sydney (curated by Isabel Carlos)
  - BHF live set + Sailstorfer, Zero, Milan

## Premios
- 2008-2010 : Scholarship of the Günther- Peill-Stiftung, Düren
- 2007 : Preis der Dr. Franz- und Astrid-Ritter Stiftung, Straubing
- 2006 : "ars viva"-Förderpreis des Kulturkreises der deutschen Wirtschaft im BDI e. V.
- 2003 : Stipendium der Studienstiftung des Deutschen Volkes
- 2002 : Preis der Darmstädter Sezession - Förderpreis der Christian Karl Schmidt Stiftung, Art Forum Berlin - Ida-Wolff-Gedächtnispreis der Stadt München - A. T. Kearney Akademiepreis der Akademie der Bildenden Künste, München

## Colecciones públicas
- Centro Georges-Pompidou, París
- My Private, Milán
- Mariano Pichler Colección, Milán
- Jerry Speyer, Nueva York
- Steven Cohen, Nueva York
- Vanhaerents Colección, Bruselas
- Heinz Peter Hager, Bolzano
- Sabine Dumont Schütte, Köln
- Paolo Kind, Londres
- Mark van Moerkerke, Ostende
- Sammlung Goetz, Munich
- Marta, Herford
- Städtische Galería im Lenbachhaus, Munich
- Städelmuseum, Frankfurt-sobre-la-Mano
- Sammlung Boros, Berlín